# Cyclaspis jonesi
Cyclaspis jonesi är en kräftdjursart som beskrevs av Daniel Roccatagliata 1985. Cyclaspis jonesi ingår i släktet Cyclaspis och familjen Bodotriidae. Inga underarter finns listade i Catalogue of Life.